# Pseudoditrichum
Pseudoditrichum là một chi rêu trong họ Pseudoditrichaceae.